# Atapuerca
Atapuerca è un comune spagnolo di 181 abitanti situato nella comunità autonoma di Castiglia e León.

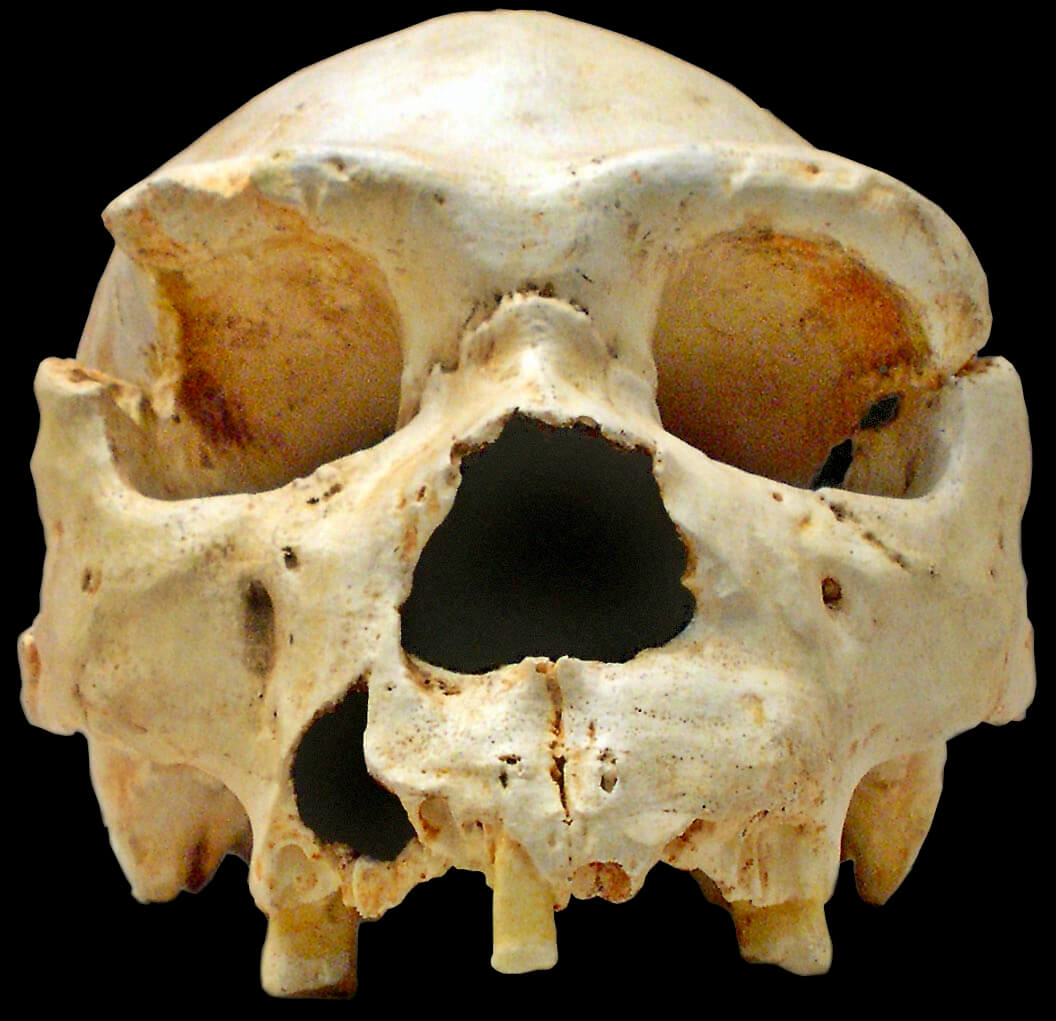
Cranio dell'Homo heidelbergensis rinvenuto ad Atapuerca

## Storia
Il famoso sito archeologico di Atapuerca è stato inserito tra i patrimoni dell'umanità dell'UNESCO. Qui è stata ritrovata una mandibola appartenente ad un ominide vissuto 400.000 anni fa. È il più antico reperto contenente DNA umano mai scoperto. Qui si trova la Sima de los Huesos, una voragine che contiene un deposito paleolitico datato a 430.000 anni fa. La sua ricchezza di fossili lo rende la principale fonte di informazioni per la paleoantropologia di questo periodo in Europa.
Atapuerca è un paese di poco più di 200 abitanti, posto a 900 metri sul livello del mare e situato nel nord della Spagna sul tracciato del "Cammino di Santiago" tra Madrid e Bilbao. Il capoluogo di Provincia è Burgos, che dista circa 15 chilometri. Il capoluogo, importante per la sua economia e per la presenza di siti monumentali (tra i tanti la grande cattedrale del 1200), ha circa 230.000 abitanti ed è attraversato dal fiume Río Arlanzón. A Piedrahíta, nella valle di Atapuerca, si combatté nel 1054 l'omonima battaglia tra i due fratelli, il re García III Sánchez di Navarra ed il re Ferdinando I di León. Atapuerca è gemellato con il comune di Fumane, in Valpolicella, in Provincia di Verona.